# Номи
Номи (итал. Nomi) је насеље у Италији у округу Тренто, региону Трентино-Јужни Тирол.
Према процени из 2011. у насељу је живело 1380 становника. Насеље се налази на надморској висини од 183 м.

## Становништво
Према резултатима пописа становништва 2011. у општини је живело 1.403 становника.
| 1931. | 1936. | 1951. | 1961. | 1971. | 1981. | 1991. | 2001. | 2011. |
| ----- | ----- | ----- | ----- | ----- | ----- | ----- | ----- | ----- |
| 1.198 | 1.268 | 1.204 | 1.208 | 1.194 | 1.126 | 1.126 | 1.286 | 1.403 |